# Nguyễn Hữu Đính
Nguyễn Hữu Đính – wietnamski zapaśnik w stylu wolnym.
Srebrny medalista igrzysk Azji Południowo-Wschodniej w 1997 roku.